# Ewingella americana
A Ewingella americana é uma bactéria gram-negativa. É a única espécie do gênero Ewingella. Ela foi identificada e descrita pela primeira vez em 1983. Ewingella é da família Enterobacteriaceae. A bactéria é raramente relatada como um patógeno humano, embora tenha sido isolada em uma variedade de casos clínicos, incluindo feridas, escarro, urina, fezes, sangue, conjuntiva e dialisato peritoneal. A bactéria é nomeada em homenagem a William H. Ewing, um biólogo norte-americano que contribuiu para a taxonomia moderna.

## Epidemiologia
Infecções respiratórias recorrentes em unidades de terapia intensiva tem sido observada em várias instâncias. Cirurgias vasculares tornam-se fator de risco para a colonização da Ewingella americana. A predileção deste organismo por pacientes imunocomprometidos tem sido debatida.

## Fisiopatologia e Bioquímica
A Ewingella americana é uma bactéria com necessidades nutricionais simples que podem sobreviver em água e citrato de solução e, preferencialmente, cresce a 4°C. As fontes domésticas de água, incluindo aparelhos de ar condicionado, banheiras de gelo e ferida sistemas de irrigação têm sido citados como fontes de infecção.